# Patkósdenevérek
A patkósdenevérek (Rhinolophidae) az emlősök (Mammalia) osztályának denevérek (Chiroptera) rendjébe, ezen belül a kis denevérek (Microchiroptera) alrendjébe tartozó család.
A családba egy alcsalád és egy nem tartozik.
A korábban Hipposiderinae alcsaládként idesorolt Hipposideridae-fajokat, manapság külön családnak tekintik.
Ez a család a legelterjedtebb Kelet-Európában.
Főként a trópusi területeken jellemző család, de körülbelül 15 faj a mérsékelt övben is megél. Európában öt, Magyarországon 3 fajuk él. A magyarországi fajok már méretük miatt is, de az orrfüggelékük formája alapján mindenképpen megkülönböztethetőek.

## Jellemzőik
A faj minden tagjára jellemző a fejlett orrfüggelék, valamint a fejlett echolokációs rendszer. Leginkább rovarokkal táplálkoznak.
Nevüket az orrukon lévő, lebenyes, patkó alakú bőrfüggelékről kapták. Ennek közepén nyereg emelkedik, lándzsa alakú nyúlvánnyal. A szárny 3., 4., és 5. ujján 2-2 ujjperc van, míg a 2. ujj csak kézközépcsontból áll.
A fülön nem fülfedő, hanem alapi karéj van. Füleik nagyok, tövükön nem nőttek össze. Az arcorr gömbösen felfúvódott. Farkuk rövid, és teljesen beépül a farokvitorlába. Nyugalmi állapotban az állatok lefelé lógnak, repülőhártyájukba burkolóznak, farkukat hátul felhajtják. Így jobban megtartják testhőmérsékletüket, és az eső is lecsurog róluk, törzsük nem lesz vizes. Csak ritkán „gyalogolnak”. Nagyobb csoportokban, üregekben telelnek át. Szabadon lógnak a mennyezetről. Tájékozódó ultrahangjaikat az orrlyukon keresztül bocsátják ki, szájuk zárva marad. „Radarrendszerük” az állatvilágban létező hasonló készülékek közül a legfejlettebbek közé tartozik.

## Szaporodásuk
Évente 1 utód születik. A kis denevérek tejfogai a méhen belül felszívódnak, így már végleges fogazattal jönnek a világra.

## Rendszerezés
A családba az alábbi 1 nem és 84 faj tartozik:
- Rhinolophus (Lacépède, 1799)
  - Rhinolophus acuminatus

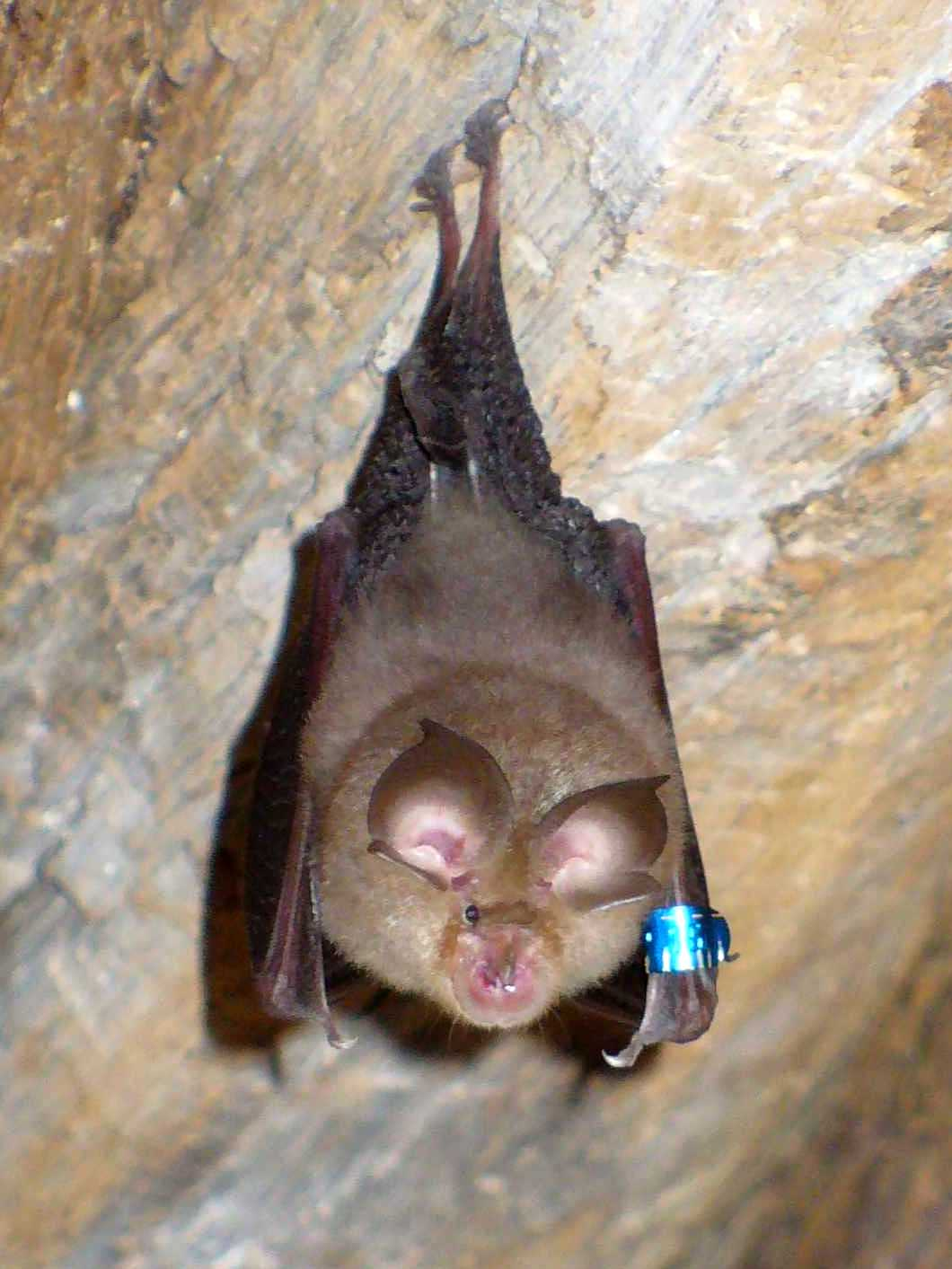
kis patkósdenevér (Rhinolophus hipposideros)

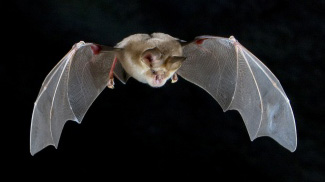
Méhelÿ-patkósdenevér (Rhinolophus mehelyi)

  - Adam-patkósdenevér (Rhinolophus adami)
  - Rhinolophus affinis
  - Rhinolophus alcyone
  - Rhinolophus anderseni
  - Rhinolophus arcuatus
  - Rhinolophus beddomei
  - Blasius-patkósdenevér (Rhinolophus blasii)
  - Rhinolophus bocharicus
  - borneói patkósdenevér (Rhinolophus borneensis)
  - Rhinolophus canuti
  - fokföldi patkósdenevér (Rhinolophus capensis)
  - Rhinolophus celebensis
  - Rhinolophus chiewkweeae
  - Rhinolophus clivosus
  - Rhinolophus coelophyllus
  - andamán-szigeteki patkósdenevér (Rhinolophus cognatus)
  - Rhinolophus convexus
  - japán patkósdenevér (Rhinolophus cornutus)
  - Creagh-patkósdenevér (Rhinolophus creaghi)
  - Darling-patkósdenevér (Rhinolophus darlingi)
  - Decken-patkósdenevér (Rhinolophus deckenii)
  - Dent-patkósdenevér (Rhinolophus denti)
  - Rhinolophus eloquens
  - kereknyergű patkósdenevér (Rhinolophus euryale)
  - Rhinolophus euryotis
  - nagy patkósdenevér (Rhinolophus ferrumequinum) típusfaj
  - Rhinolophus formosae
  - Rüppell-patkósdenevér (Rhinolophus fumigatus)
  - Rhinolophus guineensis
  - Hildebrandt-patkósdenevér (Rhinolophus hildebrandti)
  - Rhinolophus hilli
  - Rhinolophus hillorum
  - kis patkósdenevér (Rhinolophus hipposideros)
  - Rhinolophus huananus
  - Imaizumi-patkósdenevér (Rhinolophus imaizumii)
  - mindanaói patkósdenevér (Rhinolophus inops)
  - Rhinolophus keyensis
  - Rhinolophus landeri
  - Rhinolophus lepidus
  - gyapjas patkósdenevér (Rhinolophus luctus)
  - Maclaud-patkósdenevér (Rhinolophus maclaudi)
  - nagyfülű patkósdenevér (Rhinolophus macrotis)
  - Rhinolophus madurensis
  - Rhinolophus maendeleo
  - maláj patkósdenevér (Rhinolophus malayanus)
  - Marshall-patkósdenevér (Rhinolophus marshalli)
  - Rhinolophus megaphyllus
  - Méhelÿ-patkósdenevér (Rhinolophus mehelyi)
  - Rhinolophus microglobosus
  - Rhinolophus mitratus
  - Rhinolophus monoceros
  - Rhinolophus montanus
  - Rhinolophus nereis
  - Osgood-patkósdenevér (Rhinolophus osgoodi)
  - Rhinolophus paradoxolophus
  - Pearson-patkósdenevér (Rhinolophus pearsonii)
  - szélesnyergű patkósdenevér (Rhinolophus philippinensis)
  - Rhinolophus pusillus
  - Rhinolophus rex
  - Rhinolophus robinsoni
  - Rhinolophus rouxii
  - Rhinolophus rufus
  - Rhinolophus ruwenzorii
  - Rhinolophus sakejiensis
  - Rhinolophus sedulus
  - Rhinolophus shameli
  - Rhinolophus shortridgei
  - Rhinolophus siamensis
  - Rhinolophus silvestris
  - Rhinolophus simplex
  - Rhinolophus simulator
  - Rhinolophus sinicus
  - Rhinolophus stheno
  - Rhinolophus subbadius
  - Rhinolophus subrufus
  - Rhinolophus swinnyi
  - Rhinolophus thailandensis
  - Rhinolophus thomasi
  - lebenyes patkósdenevér (Rhinolophus trifoliatus)
  - Rhinolophus virgo
  - Rhinolophus ziama
  - Rhinolophus xinanzhongguoensis
  - jünnani patkósdenevér (Rhinolophus yunanensis)